# Matching
Matching – wieś i civil parish w Anglii, w hrabstwie Essex, w dystrykcie Epping Forest. Leży 20 km na zachód od miasta Chelmsford i 39 km na północny wschód od Londynu. W 2011 roku civil parish liczyła 661 mieszkańców. Matching jest wspomniana w Domesday Book (1086) jako Matcinga/Matcinge/Metcinga.